# Whitmer-Halbinsel
Die Whitmer-Halbinsel ist eine eisbedeckte Halbinsel mit einer Fläche von rund 125 km² an der Scott-Küste des ostantarktischen Viktorialands. Sie liegt zwischen der Cheetham-Eiszunge im Norden und der Harbord-Gletscherzunge im Süden, die beiderseits ins Rossmeer münden. 
Der United States Geological Survey kartierte sie anhand eigener Vermessungen und mithilfe von Luftaufnahmen der United States Navy aus den Jahren von 1957 bis 1962. Das Advisory Committee on Antarctic Names benannte sie 1968 nach Lieutenant R. D. Whitmer von der US Navy, der 1956 auf dem Flugfeld William Field nahe der McMurdo-Station überwintert hatte.